# Beatles Go Baroque
 (avril 2017).
Si vous disposez d'ouvrages ou d'articles de référence ou si vous connaissez des sites web de qualité traitant du thème abordé ici, merci de compléter l'article en donnant les références utiles à sa vérifiabilité et en les liant à la section « Notes et références ».
Beatles go Baroque est un album du pianiste, chef d'orchestre et compositeur slovaque Peter Breiner (en), publié en 1993 et réédité en 2000.
L'album contient vingt arrangements de chansons des Beatles, majoritairement de John Lennon et Paul McCartney, orchestrées pour une formation de musique de chambre.

## Liste des titres
Toutes les chansons sont écrites et composées par John Lennon et Paul McCartney, sauf annotation..
| 1. | She Loves You - A tempo giusto | 2:19 |
| 2. | Lady Madonna - Allegro         | 2:19 |
| 3. | Fool on the Hill - Adagio      | 2:46 |
| 4. | Honey Pie - Allegro            | 2:10 |
| 5. | Penny Lane - Allegro           | 3:39 |

| 6.  | A Hard Day's Night | 2:36 |
| 7.  | Girl               | 2:31 |
| 8.  | And I Love Her     | 3:06 |
| 9.  | Paperback Writer   | 3:34 |
| 10. | Help               | 2:20 |

| 11. | The Long and Winding Road - Overture | 4:57 |
| 12. | Eight Days a Week - Rondeau          | 2:34 |
| 13. | She's Leaving Home - Sarabande       | 3:45 |
| 14. | We Can Work It Out - Bourrée         | 2:02 |
| 15. | Hey Jude - Polonaise                 | 4:22 |
| 16. | Yellow Submarine - Badinerie         | 1:51 |

| Beatles Concerto Grosso No. 4 (in the style of Corelli) | Beatles Concerto Grosso No. 4 (in the style of Corelli) | Beatles Concerto Grosso No. 4 (in the style of Corelli) | Beatles Concerto Grosso No. 4 (in the style of Corelli) | Beatles Concerto Grosso No. 4 (in the style of Corelli) | Beatles Concerto Grosso No. 4 (in the style of Corelli) | Beatles Concerto Grosso No. 4 (in the style of Corelli) | Beatles Concerto Grosso No. 4 (in the style of Corelli) | Beatles Concerto Grosso No. 4 (in the style of Corelli) | Beatles Concerto Grosso No. 4 (in the style of Corelli) |
| No                                                      | Titre                                                   | Durée                                                   |                                                         |                                                         |                                                         |                                                         |                                                         |                                                         |                                                         |
| ------------------------------------------------------- | ------------------------------------------------------- | ------------------------------------------------------- | ------------------------------------------------------- | ------------------------------------------------------- | ------------------------------------------------------- | ------------------------------------------------------- | ------------------------------------------------------- | ------------------------------------------------------- | ------------------------------------------------------- |
| 17.                                                     | Here Comes the Sun (George Harrison)                    | 1:37                                                    |                                                         |                                                         |                                                         |                                                         |                                                         |                                                         |                                                         |
| 18.                                                     | Michelle                                                | 3:28                                                    |                                                         |                                                         |                                                         |                                                         |                                                         |                                                         |                                                         |
| 19.                                                     | Goodnight                                               | 3:12                                                    |                                                         |                                                         |                                                         |                                                         |                                                         |                                                         |                                                         |
| 20.                                                     | Carry That Weight                                       | 1:42                                                    |                                                         |                                                         |                                                         |                                                         |                                                         |                                                         |                                                         |
| 56:50                                                   |                                                         |                                                         |                                                         |                                                         |                                                         |                                                         |                                                         |                                                         |                                                         |

## Crédits

### Membres du groupe
- Peter Breiner et son orchestre de chambre :
  - Direction d'orchestre, composition : Peter Breiner (en)
  - Quido Höbling, Anna Hölblingová et Juraj Cižmarovic : violon
  - Juraj Alexander : violoncelle
  - Vladilav Brunner : flûte

### Équipes technique et Production
- Production : Leoš Komárek
- arrangements :  Peter Breiner
- Ingénierie : Otto Nopp